# إدوارد إدسون لي
إدوارد إدسون لي (بالإنجليزية: Edward Edson Lee)‏ هو كاتب للأطفال وكاتب أمريكي، ولد في 2 سبتمبر 1884 في Meriden, Illinois ‏ في الولايات المتحدة، وتوفي في 28 سبتمبر 1944 في روكفورد في الولايات المتحدة.